# Jaime Yavitz
Jaime Yavitz (* 3. November 1933 in Montevideo, Uruguay; † 4. Juni 2016) war ein uruguayischer Schauspieler, Theaterregisseur und Dozent.

## Leben
Seit Yavitz 1959 seine Ausbildung an der Escuela Municipal de Arte Dramático (EMAD) mit der Goldmedaille abschloss, gehörte er dem Ensemble der Comedia Nacional an. Von 1969 bis 1973 und 1982 bis 1985 war er dort jeweils auch als Dozent im Bereich Darstellende Kunst tätig. In den drei Zeitabschnitten 1980 bis 1985, 1986 bis 1990 und 1997 bis 2000 hatte er an der Comedia Nacional die Funktion des Künstlerischen Leiters inne. Neben einigen Inszenierungen seinerseits war er an der Comedia Nacional begleitend zur Wahrnehmung seiner sonstigen Funktionen überwiegend als Schauspieler präsent.
Yavitz, der auch als Lehrer für Literatur der Sekundarstufe wirkte, war ebenfalls Direktor des Departamento de Actividades Teatrales des Uruguayischen Bildungs- und Kulturministeriums (Ministerio de Educación y Cultura - MEC). Er gehörte der Comisión Administradora del Fondo Nacional del Teatro (COFONTE) an. Auf Montecarlo Televisión Canal 4 zeichnete er verantwortlich für eine Sendung, die sich mit Nachrichten aus dem Bereich des Theaters/der Schauspielerei befasste.
Seine sterblichen Überreste liegen auf dem jüdischen Friedhof von La Paz.

## Auszeichnungen
- 1966 bis 1967: Stipendium der französischen Regierung
- 1968: Stipendium des BBC in London
- 1982: Einladung des Außenministeriums der Vereinigten Staaten

## Inszenierungen (Auswahl)
- 1971: La boa (von Carlos Denis Molina)
- 1971: El día del perdón (von Luis Novas Terra)
- 1977: El avaro (von Molière)
- 1978: Una luna para el bastardo
- 1979: Hamlet
- 1980: La última madrugada
- 1983: Amadeus
- 1991: Los compadritos (von Roberto Cossa)
- 1993: Tengo la debilidad de amar la vida
- 1994: Un marido ideal
- 1996: La máquina rota